# Split Open 2023 - Doppio
Nathaniel Lammons e Albano Olivetti erano i detentori del titolo ma hanno deciso di non partecipare al torneo.
In finale Sadio Doumbia e Fabien Reboul hanno sconfitto Anirudh Chandrasekar e Vijay Sundar Prashanth con il punteggio di 6–4, 6–4.

## Teste di serie
1. Sadio Doumbia /  Fabien Reboul (campioni)
2. Diego Hidalgo /  Cristian Rodríguez (quarti di finale, ritirati)

1. Roman Jebavý /  Franko Škugor (primo turno)
2. Karol Drzewiecki /  Szymon Walków (primo turno)

## Wildcard
1. Kalin Ivanovski /  Luka Mikrut (semifinale, ritirati)

1. Duje Ajduković /  Frane Ninčević (ritirati)

## Alternate
1. Mariano Navone /  Juan Bautista Torres (quarti di finale)

## Tabellone

### Legenda
| - Q = Qualificato - WC = Wild card - LL = Lucky loser | - ALT = Alternate - SE = Special Exempt - PR = Protected Ranking | - w/o = Walkover - r = Ritirato - d = Squalificato |

|  | Primo turno | Primo turno                 | Primo turno                 | Primo turno | Primo turno |  |  | Quarti di finale | Quarti di finale            | Quarti di finale            | Quarti di finale            | Quarti di finale            |                             |     | Semifinali | Semifinali                  | Semifinali                  | Semifinali                                  | Semifinali                                  |   |   | Finale | Finale | Finale | Finale | Finale |  |
|  |             |                             |                             |             |             |  |  |                  |                             |                             |                             |                             |                             |     |            |                             |                             |                                             |                                             |   |   |        |        |        |        |        |  |
|  | 1           | S Doumbia F Reboul          | S Doumbia F Reboul          | 6           | 6           |  |  |                  |                             |                             |                             |                             |                             |     |            |                             |                             |                                             |                                             |   |   |        |        |        |        |        |  |
|  |             | Z Babić F Bergevi           | Z Babić F Bergevi           | 3           | 3           |  |  | 1                | S Doumbia F Reboul          | S Doumbia F Reboul          | 7                           | 7                           |                             |     |            |                             |                             |                                             |                                             |   |   |        |        |        |        |        |  |
|  |             | C Puttergill D Sweeny       | 3                           | 7           | [8]         |  |  |                  | M Lībietis H Reese          | M Lībietis H Reese          | 64                          | 5                           |                             |     |            |                             |                             |                                             |                                             |   |   |        |        |        |        |        |  |
|  |             | M Lībietis H Reese          | 6                           | 5           | [10]        |  |  |                  |                             |                             |                             |                             |                             |     | 1          | S Doumbia F Reboul          | S Doumbia F Reboul          | 7                                           | 6                                           |   |   |        |        |        |        |        |  |
|  | 3           | R Jebavý F Škugor           | 67                          | 7           | [5]         |  |  |                  |                             |                             | D Molčanov K Żuk            | D Molčanov K Żuk            | 5                           | 1   |            |                             |                             |                                             |                                             |   |   |        |        |        |        |        |  |
|  |             | D Molčanov K Żuk            | 79                          | 65          | [10]        |  |  |                  | D Molčanov K Żuk            | 7                           | 4                           | [10]                        |                             |     |            |                             |                             |                                             |                                             |   |   |        |        |        |        |        |  |
|  |             | J Taylor K Wehnelt          | J Taylor K Wehnelt          | 6           | 7           |  |  |                  | J Taylor K Wehnelt          | 5                           | 6                           | [7]                         |                             |     |            |                             |                             |                                             |                                             |   |   |        |        |        |        |        |  |
|  |             | P Matuszewski O Prihodko    | P Matuszewski O Prihodko    | 4           | 64          |  |  |                  |                             |                             |                             |                             |                             |     | 1          | Sadio Doumbia Fabien Reboul | Sadio Doumbia Fabien Reboul | 6                                           | 6                                           |   |   |        |        |        |        |        |  |
|  | WC          | K Ivanovski L Mikrut        | K Ivanovski L Mikrut        | 6           | 6           |  |  |                  |                             |                             |                             |                             |                             |     |            |                             |                             | Anirudh Chandrasekar Vijay Sundar Prashanth | Anirudh Chandrasekar Vijay Sundar Prashanth | 4 | 4 |        |        |        |        |        |  |
|  |             | S Duncan M Willis           | S Duncan M Willis           | 4           | 3           |  |  | WC               | K Ivanovski L Mikrut        | K Ivanovski L Mikrut        | 6                           | 6                           |                             |     |            |                             |                             |                                             |                                             |   |   |        |        |        |        |        |  |
|  | Alt         | M Navone JB Torres          | 6                           | 3           | [10]        |  |  | Alt              | M Navone JB Torres          | M Navone JB Torres          | 2                           | 4                           |                             |     |            |                             |                             |                                             |                                             |   |   |        |        |        |        |        |  |
|  | 4           | K Drzewiecki S Walków       | 4                           | 6           | [6]         |  |  |                  |                             |                             |                             |                             |                             |     | WC         | K Ivanovski L Mikrut        | K Ivanovski L Mikrut        | K Ivanovski L Mikrut                        |                                             |   |   |        |        |        |        |        |  |
|  |             | A Chandrasekar VS Prashanth | A Chandrasekar VS Prashanth | 6           | 6           |  |  |                  |                             |                             | A Chandrasekar VS Prashanth | A Chandrasekar VS Prashanth | A Chandrasekar VS Prashanth | w/o |            |                             |                             |                                             |                                             |   |   |        |        |        |        |        |  |
|  |             | A Sitak K Uchida            | A Sitak K Uchida            | 2           | 1           |  |  |                  | A Chandrasekar VS Prashanth | A Chandrasekar VS Prashanth | A Chandrasekar VS Prashanth | w/o                         |                             |     |            |                             |                             |                                             |                                             |   |   |        |        |        |        |        |  |
|  |             | ND Ionel A Jecan            | ND Ionel A Jecan            | 3           | 3           |  |  | 2                | D Hidalgo C Rodríguez       | D Hidalgo C Rodríguez       | D Hidalgo C Rodríguez       |                             |                             |     |            |                             |                             |                                             |                                             |   |   |        |        |        |        |        |  |
|  | 2           | D Hidalgo C Rodríguez       | D Hidalgo C Rodríguez       | 6           | 6           |  |  |                  |                             |                             |                             |                             |                             |     |            |                             |                             |                                             |                                             |   |   |        |        |        |        |        |  |